# 별을 헤아리며
별을 헤아리며는 제2차 세계 대전 동안 코펜하겐에서 유대인 가족(로젠 가족)의 탈출에 대한 역사 소설로 1989년 발표되었다. 이야기는 1943년에 코펜하겐에서 가족과 살고 있는 10살의 안네마리 요한슨을 중심으로 한다. 그녀는 수천명의 유대인들이 강제 수용소로 옮겨지는 것을 피하기 위해 스웨덴의 중립 지대에 가도록 도움을 받았을 때, 덴마크 유대인의 구출과 관련된 사건들의 부분이 되었다. 그녀는 전쟁 초기에 죽은 언니인 엘렌리세인 척을 하며 친한 친구인 엘렌 로젠을 돕는다. 리세는 덴마크 저항 운동의 결과로 나치 군대에 의해 살해당했다.결국 안네마리는 나치 군인들과 군견들을 피해 나치로부터 안전한 스웨덴으로 피신하는데 성공하게 된다.